# Lincoln (Pensilvânia)
Lincoln é um distrito localizado no estado norte-americano da Pensilvânia, no Condado de Allegheny.

## Demografia
Segundo o censo norte-americano de 2000, a sua população era de 1218 habitantes.
Em 2006, foi estimada uma população de 1136, um decréscimo de 82 (-6.7%).

## Geografia
De acordo com o United States Census Bureau tem uma área de 13,0 km², dos quais 12,4 km² cobertos por terra e 0,6 km² cobertos por água.

## Localidades na vizinhança
O diagrama seguinte representa as localidades num raio de 4 km ao redor de Lincoln.